# Kupus (rod)
Kupus (vrzina, lat. Brassica), biljni rod iz porodice kupusnjača ili krstašica kojemu pripada 39 vrsta od kojih se mnoge koriste u ljudskoj prehrani. Ime rodu dolazi po riječi brassein (= kuhati), a prvenstveno se misli na vrstu oleracea, iz koje su nastali brojni varijeteti kao što su glavati kupus, cvjetača, kelj pupčar, cvjetača, raštika, koraba, lisnati kelj, kelj, brokula, ali i njoj srodne vrsta, među kojima je i repa. Od značajnih vrsta to je i uljana repica ili B. napus
Rod Brassica podrijetlom je iz Zapadne Europa i umjerene regije Azije, a mnoge autohtone vrste kao korov rastu po Sjevernoj i Južnoj Americi i Australiji.

## Popis vrsta
Na popisu je 31 vrsta:
1. Brassica assyriaca Mouterde
2. Brassica aucheri Boiss.
3. Brassica balearica Pers.
4. Brassica barrelieri (L.) Janka
5. Brassica beytepeensis Yild.
6. Brassica bourgeaui (Webb ex Christ) Kuntze
7. Brassica cadmea Heldr. ex O.E.Schulz
8. Brassica carinata A.Braun
9. Brassica cretica Lam.; 3 podvrste
10. Brassica deflexa Boiss.
11. Brassica deserti Danin & Hedge
12. Brassica fruticulosa Cirillo; 5 podvrsta
13. Brassica hilarionis Post
14. Brassica incana Ten.; 3 podvrste. , Sivkasta vrzina; Sušačka vrzina; Palagruški kupus, boterijev kupus; repa mehka, viški kupus
15. Brassica insularis Moris; 1 varijetet
16. Brassica juncea (L.) Czern.; 2 varijeteta, indijski senf
17. Brassica macrocarpa Guss.
18. Brassica maurorum Durieu
19. Brassica montana Pourr.
20. Brassica napus L.; 2 podvrste, 1 varijetet, ,  vrzina repica, repica, uljana repica, brzina repica
21. Brassica nivalis Boiss. & Heldr.; 2 podvrste
22. Brassica oleracea L.; 11 varijeteta,  vrtna vrzina, kelj, kupus
23. Brassica procumbens (Poir.) O.E.Schulz
24. Brassica rapa L.; 3 podvrste, 7 varijeteta, poljska vrzina, vrzina repa, bijela repa
25. Brassica rupestris Raf.; 4 podvrste, , kamenjarska vrzina
26. Brassica somalensis Hedge & A.G.Mill.
27. Brassica spinescens Pomel
28. Brassica taiwanensis S.S.Ying
29. Brassica trichocarpa C.Brullo, Brullo, Giusso & Ilardi
30. Brassica tyrrhena Giotta, Piccitto & Arrigoni
31. Brassica villosa Biv.; 4 podvrste

- Brassica nigra (L.) W.D.J.Koch, crna gorušica, crna vrzina, gorčica, slačica crna, sinonim je za Rhamphospermum nigrum (L.) Al-Shehbaz

## Sinonimi i njihovi hrvatski nazivi
- Brassica botteri Vis., Boterijev kupus, Palagruški kupus, repa ušikasta,  Botterijeva ogrščica[1], sinonim za Brassica incana subsp. incana[2]
- Brassica cazzae Ginzb. et Teyber, sušački kupus[3], sinonim za Brassica incana subsp. incana[4]
- Brassica elongata Ehrh. duguljasti kupus[5], sinonim za Guenthera elongata subsp. elongata
- Brassica mollis Vis.,  korčulanski kupus[6], sinonim za Brassica incana subsp. incana
- Brassica nigra (L.) W. D. J. Koch , crni kupus, crna vrzina, gorušica crna, slačica crna[7], sinonim za Rhamphospermum nigrum (L.) Al-Shehbaz
- Brassica pekinensis (Lour.) Rupr. kineski kupus[8], sinonim za Brassica rapa subsp. pekinensis (Lour.) Hanelt